# Jambokgeunmu
Jambok-geunmu (잠복근무?, 潛伏勤務?, ChambokkŭnmuMR; lett. "In incognito"), conosciuto anche con il titolo internazionale She's on Duty, è un film del 2005 diretto da Park Kwang-chun.

## Trama
Chun Jae-in, ragazza orfana divenuta investigatrice nel corpo di Polizia, viene incaricata di tornare in incognito in una scuola superiore nelle vesti di una studentessa, e di diventare amica di Seung-hee, figlia dell'inafferabile criminale Cha Young-jae. Nel corso dell'indagine Jae-in diventa tuttavia realmente amica della giovane, e peraltro si innamora di un suo compagno di classe, Kang No-young.

## Distribuzione
In Corea del Sud, la pellicola è stata distribuita a partire dal 17 marzo 2005 dalla Showbox.